# 김윤상 (아나운서)
김윤상(1988년 2월 16일 ~ )은 대한민국의 SBS 아나운서이다. 대전광역시 출신이다.

## 생애
제30기 의무소방원으로 2010년 군역을 마쳤고 2011년 미국 미시간주 디트로이트에 위치한 웨인 주립 대학교에 교환학생으로 다녀왔다. 건국대학교 영어영문학과를 졸업하였다. KNN 리포터, 매일경제TV 캐스터를 거쳐 2015년 2월 1일 SBS에 20기 공채 아나운서로 입사하였다.

## 학력
- 2003 ~ 2006년 대전중앙고등학교
- 2006 ~ 2014년 건국대학교 영어영문학과 졸업

## 경력
- KNN 리포터
- 매일경제TV 캐스터
- SBS 콘텐츠전략본부 아나운서팀 아나운서 (2015 ~ 2021. 03)
- SBS 콘텐츠전략본부 모비딕스튜디오팀 (2021. 06 ~ 2021. 11)
- SBS 콘텐츠전략본부 아나운서팀 아나운서 (2021. 12 ~ )[2]

## 진행 프로그램
- 2015년 : 모닝와이드 굿모닝연예(월 ~ 금요일)
- 2015년 10월 5일 ~ 2017년 7월 21일 / 2019년 9월 2일 ~ 2021년 3월 3일 : 평일 SBS 스포츠 뉴스
- 2015년 9월 17일 ~ 2016년 3월 23일 : 한밤의 TV 연예 (수요일)
- 2015년 2월 28일 ~ 2016년 일자 미상 : 목요일 SBS 5 뉴스
- 2015년 : 백종원의 3대 천왕
- 2015년 : LOVE FM SBS 뉴스레이더 해설
- 2015 ~ 2016년 : SBS 주말뉴스 (토요일)
- 2016년 : SBS 주말뉴스 (일요일 오전 6시, 낮 12시, 오후 2시 25분)
- 2017년 1월 2일 ~ 2018년 4월 6일 : SBS 오 뉴스 보조 진행
- 2017년 : 美친3담소 (화요일 오후 6시 30분)
- 2017년 7월 22일 ~ 2019년 9월 1일 : 주말 SBS 스포츠 뉴스
- 2017년 3월 22일 ~ 9월 30일 이국주의 영스트리트 4부 남의 사랑이야기 고정 게스트
- 2018년 3월 27일 ~ ~ 2020년 8월 26일 : 본격연예한밤 큐레이터
- 2018년 3월 19일 ~ 3월 29일/2025년 2월 10일 ~ 2025년 6월 27일 : 생방송 투데이 진행
- 2018년 4월 10일 ~ 2019년 1월 18일 : 모닝와이드 파워스포츠(월 ~ 금요일)
- 2019년 3월 8일 ~ 2019년 11월 1일 : 톡톡정보브런치 (매주 금요일) with 김주우 아나운서, 조정식 아나운서 ,이인권 아나운서
- 2018년 9월 18일 ~ 2018년 12월 11일 : 돈워리스쿨 (매주 월요일) with 딘딘.
- 2018년 12월 11일 ~ 2019년 4월 2일 : 돈워리스쿨 (매주 월요일) with 송다은.
- 2019년 5월 25일 ~ 2019년 6월 24일 : 돈워리스쿨 티비판 (매주 토요일) with 딘딘, 장예원 아나운서 ,정현두
- 2019년 9월 19일 ~ 2019년 12월 19일 : 돈워리스쿨 (매주 목요일) with 딘딘, 장예원 아나운서 ,정현두
- 2020년 3월 8일 ~ 2020년 6월 22일 : 돈워리스쿨2 (매주 일요일) with 딘딘, 주시은 아나운서 ,유튜버 신사임당 ,재재 ,유튜버 소수몽키, 유튜버 슈카
- 2024년 9월 7일 ~ 현재 : 오늘부터 인생 2막 진행